# Комета (корпорация)
Корпорация «Комета» — российское предприятие оборонно-промышленного комплекса, специализирующееся на исследовании, разработке, производстве и эксплуатации космических информационно-управляющих и разведывательных систем.

## История
8 сентября 1947 года Постановлением Совета Министров СССР № 3140-1026 образовано «Спецбюро № 1» (СБ-1) Министерства вооружений. Директором СБ-1 назначен П. Н. Куксенко. Одной из первых разработок бюро стала ракетная управляемая система класса «воздух-море» под шифром «Комета». В августе 1950 года СБ-1 было преобразовано в «Конструкторское бюро № 1» (КБ-1). В 1955 году 41-й отдел КБ-1, занимавшийся авиационным ракетным вооружением, реорганизован в «Специальное конструкторское бюро № 41» (СКБ-41). С 1958 года его возглавлял Анатолий Савин.
30 декабря 1961 года СКБ-41 преобразовано в «Особое конструкторское бюро № 41» (ОКБ-41), его основным направлением становится космическая тематика. Первая задача — разработка средств управления, обработки и передачи информации по программе «Истребитель спутников». В 1963 году запущен маневрирующий спутник «Полёт-1», прототип космических перехватчиков.
26 апреля 1973 года Приказом министра радиопромышленности СССР № 245 во исполнение Постановления № 183-63 от 26 марта 1973 года на базе ОКБ-41, СКБ-39 и Машиностроительного завода «Мосприбор» был создан Центральный научно-исследовательский институт «Комета». Директором ЦНИИ «Комета» назначен А. Савин. Институт стал головной организацией в области противоспутникового оружия и космического эшелона СПРН. ЦНИИ «Комета» тесно сотрудничал с ОКБ Челомея, создававшим ракеты, и НПО Лавочкина, собиравшим полезную нагрузку.
С 1979 года предприятие называется НПО «Комета», с 1985 года — ЦНПО «Комета», с 1999 года — Федеральное государственное унитарное предприятие (ФГУП) «ЦНИИ „Комета“». В 2004 году передано в ведение Роскосмоса. В 2006 году предприятию присвоен статус федерального научно-производственного центра.
В 2012 году на базе ФГУП «ЦНИИ „Комета“» было создано Открытое акционерное общество «Корпорация космических систем специального назначения „Комета“» (ОАО «Корпорация „Комета“», с 2014 года — АО).
6 апреля 2023 года решением Совета директоров АО "Корпорация космических систем специального назначения "Комета" генеральным директором - генеральным конструктором корпорации избран Захаров Андрей Анатольевич. Занимавший до этого должность генерального директора - генерального конструктора Мисник Виктор Порфирьевич назначен на пост научного руководителя корпорации "Комета".

## Структура
Корпорация «Комета» включает в себя семь конструкторских бюро, отделения автоматизации и документирования, научно-технологическое, метрологии и стандартизации; отделы расчётно-конструкторский, надёжности и стойкости; производство.
В структуру предприятия входят дочерние общества НИИ «Субмикрон» (Зеленоград) и НИИ ОЭП (Сосновый Бор), а также филиалы:
- «Конструкторское бюро измерительных приборов „Квазар“» (Нижний Новгород);
- «Научно-проектный центр оптоэлектронных комплексов наблюдения» («НПЦ ОЭКН», Санкт-Петербург);
- «Научно-технический внедренческий центр» («НТВЦ», Жуков);
- «Восточный» (Комсомольск-на-Амуре);
- «Опытный производственно-технический центр» («ОПТЦ», Вышний Волочёк).

## Продукция
Корпорация «Комета» со своими филиалами проводит работу по исследованиям и разработкам аппаратуры для систем наблюдения за космическими и наземными объектами из космоса (комплексы противокосмической обороны, наблюдения за морскими объектами, обнаружения стартов наземных баллистических ракет и др.).
Аппаратура, созданная в корпорации, используется для обнаружения чрезвычайных ситуаций, в военных целях и др.
На предприятии в разное время выпускали ракетные снаряды, космические комплексы, аппаратуру для управления летательными аппаратами.
Предприятие участвовало в создании таких систем, как:
- «Око-1» — спутниковая система обнаружения пусков МБР;
- КРТ-10 — орбитальный радиотелескоп с раскрываемой в космосе 10-метровой параболической антенной;
- «Дракон» — система ракетного противотанкового оружия;
- «Комета», К-10 — ПКР класса «воздух-море»;
- «Стрела» — ПКР класса «земля-море»;
- К-20, К-22 — ПКР класса «воздух-поверхность»;
- «Метеор» — ПКР класса «земля-земля»;
- П-15 «Термит» — ПКР класса «море-море»;
- космические аппараты с ядерной установкой на борту для МКРЦ «Легенда» и др.

Кроме боевой аппаратуры, предприятие выпускает различное медицинское оборудование и изделия высокохудожественного литья (например, бронзовый знак «Нулевого километра» в Москве, 1996 год).

## Санкции
19 мая 2023 года, на фоне вторжения России на Украину, предприятие внесено в санкционный список Канады против предприятий, которые предоставляют военные технологии вооруженным силам России. В декабре 2023 года предприятие включено в санкционный список всех стран Евросоюза и Швейцарии как предприятие которое разрабатывает системы вооружения для Вооруженных Сил РФ.

## Награды
- Орден Трудового Красного Знамени — за заслуги в создании средств специальной и гражданской техники.